# 吉尾弘
吉尾 弘（よしお ひろし、1937年（昭和12年）4月 - 2000年（平成12年）3月13日）は、日本の登山家。東京都墨田区錦糸町生まれ。第2次RCC同人。日本勤労者山岳連盟名誉会員。

## 経歴
- 1943年（昭和18年）、小学校1年時に、千葉県船橋市に移住する。
- 1953年（昭和28年）、東京都立墨田工業高等学校（定時制）に進学。毎日新聞社へ給仕として入社。
- 1955年（昭和30年）、4月に東京朝霧山岳会に入会する。
- 1957年（昭和32年）、3月29日に谷川岳一ノ倉沢滝沢下部ルートを、原田輝一と共に積雪期初登攀に成功する。
- 1958年（昭和33年）、1月に北岳バットレス中央稜を、積雪期初登攀。第2次RCC同人となる。
- 1959年（昭和34年）、3月に東京朝霧山岳会を退会し、9月にはアッセントクラブの創設に参加する。
- 1960年（昭和35年）、1月に奥又白四峰正面壁北条・新村ルートを登攀後、屏風岩中央カンテを下降する。
- 1962年（昭和37年）、1月に穂高岳の屏風岩東壁から前穂高岳東壁右岩稜、同Dフェースの3ルートの積雪期連続登攀に成功する。
- 1964年（昭和39年）、東京勤労者山岳会に入会する。　東京ハイキングクラブを創設。
- 1965年（昭和40年）、8月に日本合同登山隊の隊長としてヨーロッパアルプスに遠征し、ヴェッターホルン北壁、ドリュ北壁を登攀する。
- 1966年（昭和41年）、日本勤労者山岳連盟の副会長、1972年（昭和47年）には、同会長に就任する。
- 1969年（昭和44年）、1月に穂高屏風岩中央壁JECCルートを積雪期初登。
- 1973年（昭和48年）、前年の奥山章の死去に伴い、第2次RCCエベレスト（登攀隊長の予定）遠征隊への参加を断念。
- 1978年（昭和53年）、ネパールのパビール峰登山隊の隊長として、隊員13名と共に初登頂を果たす。
- 1981年（昭和56年）、チョ・オユー（小松猛隊長,吉尾弘副隊長）遠征隊に参加。
- 1983年（昭和58年）、ダウラギリⅠ峰北東稜（長谷川恒男隊長,吉尾弘副隊長）遠征隊に参加。
- 1987年（昭和62年）、グランドジョラス北壁ウォーカー稜登攀に成功。
- 1993年（平成5年）、ドリュ西壁のボナッティピラーなどを登攀する。
- 2000年（平成12年）3月13日、谷川岳一ノ倉沢滝沢リッジを登攀中に滑落死。

## エピソード
- 元々は普通の勤め人であったが、会社が終わってからトレーニングをするのではどうしても時間が足りないため、会社を辞めて日雇いの肉体労働をするようになったと言う。
- 金銭や名誉に興味が無く、企業から高価なものを送られても人に与えてしまい、自身は百円ショップで一日中買い物をしていたと言う。

## 著書
- 『垂直に挑む男』（山と渓谷社,1963年）
- 『岩登りの魅力：初歩から人工登攀まで-その実戦的理論と応用』（ユニ出版,1978年）ISBN 4946387560
- 『垂直に挑む』（中央公論社,1980年-「垂直に挑む男」の改題に一篇を追加したもの ）ISBN 978-4122007178
- 『雪戦会：随筆集』（吉尾弘,1984年）
- 吉尾弘著、日本勤労者山岳連盟編集　『垂直の星：吉尾弘遺稿集』（本の泉社,2001年）ISBN 4880233471
- 『雪戦会恋する心よいつまでも：随筆集』（文芸社,2007年）ISBN 4286038483

## 関連書籍
- 奥山章著　『ザイルを結ぶとき』（山と渓谷社,1973年）ISBN 4-635-04711-3
- 芳野満彦著『山靴の音』（二見書房、1971年）ISBN 4-576-00021-7
- 日本ネパール合同登山隊著　『憧憬の白き女神：初登頂パビール南東壁』(1980年）
- 佐瀬稔著　『喪われた岩壁：第2次RCCの青春群像』（山と渓谷社,1982年）ISBN 4122034396
- 高野亮著　『クライマー：登山界の寵児・吉尾弘と若き獅子たちの闘い』（随想舎,1999年）ISBN 4-88748-027-X
- 「異端の登攀者」刊行委員会編　『異端の登攀者：第二次RCCの軌跡』（山と渓谷社,2002年）ISBN 4-635-17161-2